# Nicolas Restif de la Bretonne
Nicolas Restif de la Bretonne, vlastním jménem Nicolas-Edme Rétif nebo Nicolas-Edme Restif (23. října 1734 – 3. února 1806) byl francouzský spisovatel, tiskař a libertin. Napsal přes 250 románů, většinou založených na událostech z jeho vlastního, poněkud prostopášného života. Někdy byl nazýván "Rousseauem stoky". Od jeho jména byl odvozen termín retifismus (fetišismus bot), a to díky románu Le Pied de Fanchette (1769). Obvykle se též uvádí, že vymyslel termín pornografie, a to v textu Le Pornographe (1769), který byl plánem na regulaci prostituce. Dvě jeho díla jsou považována za ranou sci-fi. Některé texty byly ovlivněny mysticismem. Byl též autorem mnoha traktátů o sociálních reformách, v nichž mj. obhajoval utopický komunismus. Ne zcela soustavné texty zavdaly mnohokrát pochybnosti o jeho psychickém zdraví.
Navzdory podobným zájmům a způsobu života se vzájemně nenáviděli s markýzem de Sade, v úctě ho naopak měli Benjamin Constant nebo Friedrich Schiller. Přivítal francouzskou revoluci, získal i rentu od revolučního parlamentu, ale jeho aristokratické kontakty a špatná pověst způsobily, že upadl v nemilost, byť nebyl postižen. Napoleon mu zajistil místo na ministerstvu policie, avšak zemřel před nástupem do funkce. Jeho dílo pak na dlouho upadlo v zapomnění, ale na počátku 20. století ho znovuobjevili surrealisté. Jeho knihy (které si tiskl sám) se staly též předmětem zájmu sběratelů, pro jejich kuriózní typografii a krásné, byť bizarní ilustrace. Francouzská spisovatelka Catherine Rihoitová udělala z Respifa hlavní postavu ve svém románu La Nuit de Varenne (1982). Ještě v roce vydání knihy byla zfilmována, Jean-Louis Barrault hrál Restifa, Marcello Mastroianni Casanovu a Harvey Keitel Thomase Paina.